# Zadnia Piarżysta Przełęcz
Zadnia Piarżysta Przełęcz (niem. Nordöstliches Smrečiner Joch, słow. Sedlo pod Čubrinkou, węg. Északkeleti-Szmrecsini-hágó) – przełęcz w głównej grani odnogi Krywania w słowackich Tatrach Wysokich. Znajduje się w połowie grani łączącej Cubrynę z Koprowym Wierchem, a dokładniej pomiędzy Cubrynką a Piarżystymi Czubami. Dawniej nazywana była Wschodnią Przełęczą pod Cubryną. Znajduje się na wysokości 2232 m. Ku wschodowi, do Doliny Hińczowej opada z przełęczy skalisto-trawiaste, strome zbocze o wysokości kilkudziesięciu metrów. Przecina je skośna rynna. Na piargi Doliny Piarżystej opada stroma ściana o wysokości około 130 m. Łączy się ona ze ścianą Cubrynki.
Nazwa pochodzi od Doliny Piarżystej.

## Taternictwo
Przełęcz ta jest wąską szczerbiną w grani i nigdy nie należała do często odwiedzanych. Leżące poniżej doliny łączy znacznie łatwiejsza droga przez Cubryńską Przełączkę. Pierwsze odnotowane wejście: Tytus Chałubiński wraz z zakopiańskimi przewodnikami około 1880 r.
Drogi wspinaczkowe:
1. Z Doliny Hińczowej; I w skali tatrzańskiej, czas przejścia od podstawy ściany 15 min
2. Z Doliny Piarżystej, od północnego zachodu; I, 30 min
3. Zachodnią ścianą, droga Mączki; IV, 2 godz.
4. Zachodnią ścianą, droga Handla; VI, A0, 5 godz.[3]

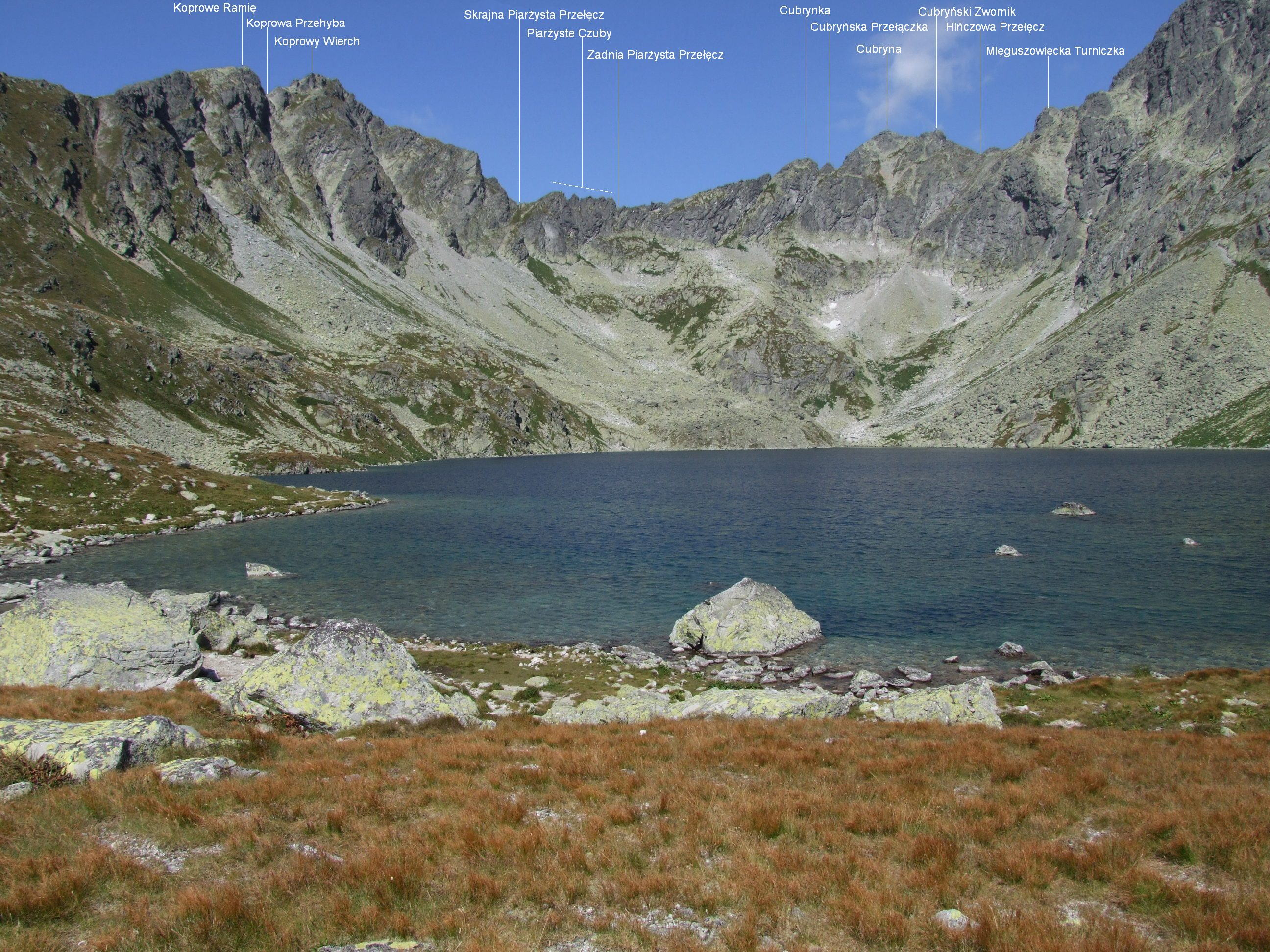
Widok z Doliny Hińczowej